# Çukuröz, Eldivan
Çukuröz là một xã thuộc huyện Eldivan, tỉnh Çankırı, Thổ Nhĩ Kỳ. Dân số thời điểm năm 2010 là 97 người.